# Egzorcysta (serial animowany)
Egzorcysta – polski komediowy serial animowany tworzony przez zespół Git Produkcja pod nazwą SPInka Film Studio dla Showmax. Serial stanowi parodię filmów grozy, jak i satyrę na polskie społeczeństwo.
Serial był udostępniany na platformie internetowej Showmax w latach 2017–2019, zanim usługa przestała być dostępna w Polsce. Od 28 lutego do 31 marca 2019 roku odcinki wypuszczane były na kanale SPInki w serwisie YouTube, jednak w wyniku wciąż obowiązującej umowy z Showmaxem zostały one skasowane za naruszenie praw autorskich.
Od grudnia 2019 serial w całości można oglądać na Netfliksie, pod oryginalnym tytułem znajdują się odcinki z pierwszych trzech sezonów, kolejne sezony są publikowane pod zmienionym tytułem: Bogdan Boner: Egzorcysta.